# Zamachy na samoloty pasażerskie w Rosji (2004)
Zamachy bombowe w samolotach nad Rosją – akty terrorystyczne, które wydarzyły się 24 sierpnia 2004 roku. Ataki zostały przeprowadzone w lotach Volga-AviaExpress 1303 oraz Siberia Airlines 1047. W wyniku podwójnego ataku terrorystycznego zginęło 90 osób.

## Informacje o samolotach
Pierwszy z dwóch zaatakowanych samolotów to dwusilnikowa maszyna Tupolew Tu-134A-3 należąca do linii lotniczych Volga-AviaExpress. Swój pierwszy lot wykonał w 1977 roku. Samolot ten startował z moskiewskiego lotniska Domodiedowo i miał docelowo udać się do Wołgogradu o godzinie 22:30 czasu lokalnego. Z tego samego lotniska oraz 10 minut później, wystartowała druga z maszyn – był nią 3-silnikowy samolot Tupolew Tu-154B-2, którą operowały linie lotnicze Siberia Airlines. Maszyna pierwszy raz wzbiła się w powietrze w 1982 roku. Tu-154 miał wylądować w Soczi. Na pokładzie samolotów znajdowały się 35 pasażerów i 9-osobowa załoga (w przypadku lotu Moskwa-Wołgograd) oraz 38 pasażerów i 8-osobowa załoga (w przypadku lotu Moskwa-Soczi). Wszystkie osoby na pokładzie obu Tupolewów byli obywatelami Rosji.

## Przebieg zamachu

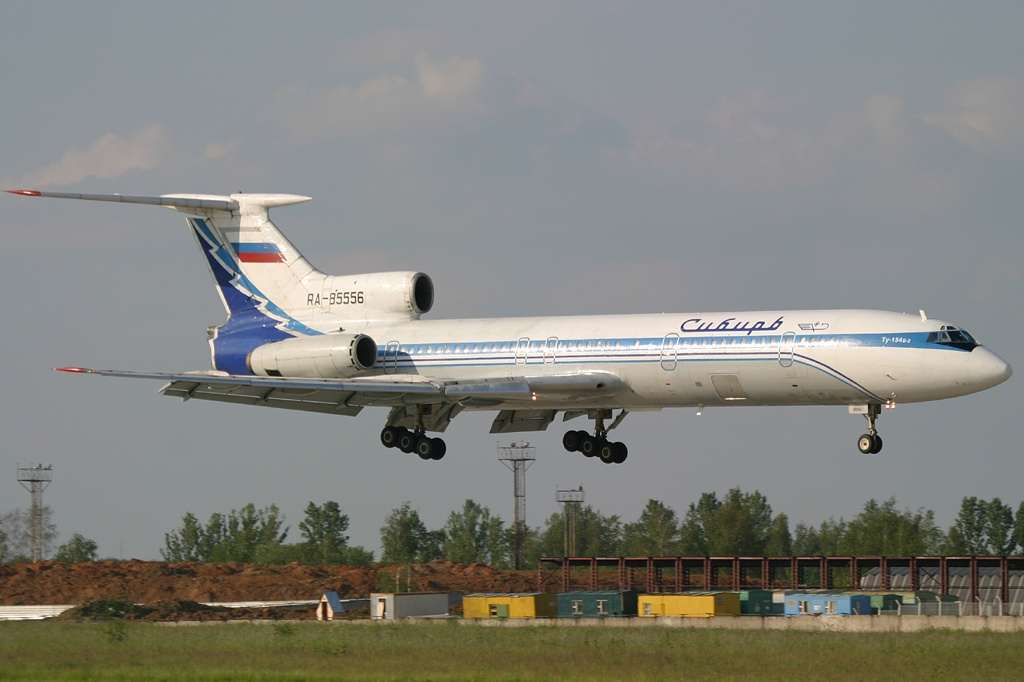
Tu-154, który uległ katastrofie (nr rej. RA-85556). Zdjęcie wykonano na lotnisku Domodiedowo w Moskwie dwa miesiące przed katastrofą.

Do Moskwy o godzinie 19:45 przyleciały ze stolicy Dagestanu Machaczkały dwie Czeczenki w asyście dwóch innych Czeczenów. Do samolotów samobójczynie weszły, posługując się biletami kupionymi na czarnym rynku. Początkowo myślano, że rozbije się jeden samolot – miał być nim Tu-134A-3, ale pracownicy wieży kontrolnej podali, iż stracili kontakt z drugim samolotem już 3 minuty po utracie kontaktu z pierwszą maszyną. Media zaczęły podawać, że zniknięcie z radarów 2 samolotów w krótkim czasie mogło sugerować, że doszło do zamachu terrorystycznego. Zamach miały potwierdzić też rzekome informacje podawane przez pewną kobietę, która ujrzała wybuch na pokładzie maszyny.
Ładunki wybuchowe wykorzystane do ataków składały się z mieszanki heksogenu oraz nitrogliceryny i zostały zapakowane w plastikowe pudełko. Heksogen użyty był przez czeczeńskich bojowników również do budowy bomb, które eksplodowały w blokach mieszkalnych w 1999 roku.

## Śledztwo
Główną przyczyną obu katastrof lotniczych miały być zamachy bombowe na pokładzie maszyn (informacje o wybuchach były jednak dementowane, np. przez rzecznika FSB). Ale śledczy nie wykluczali również innych przyczyn – mowa była między innymi o złym stanie paliwa, nieprawidłowościach w systemie regulacji paliwa czy też błąd pilota. Mało prawdopodobną przyczyną miało być porwanie obu samolotów w odstępie zaledwie kilku minut – tym bardziej, że została wysłana wiadomość SOS z kokpitu Tu-154. Samoloty te były w dobrym stanie technicznym, a pasażerowie wsiadający na pokład pomyślnie przeszli testy bezpieczeństwa.
27 sierpnia badający katastrofę wykryli w jednej z maszyn ślady, które potwierdzają, że na pokładzie samolotu eksplodował ładunek wybuchowy.

## Reakcje
Podejrzenie eksplozji na pokładach obu Tupolewów, spowodowało na lotniskach w całej Rosji nadzwyczajne środki bezpieczeństwa. W związku z obydwiema katastrofami, z Soczi do Moskwy powrócił prezydent Rosji Władimir Putin. Wydał rozkaz natychmiastowego wszczęcia śledztwa w sprawie wypadków, a także ogłosił 26 sierpnia dniem żałoby narodowej w całym kraju.
Rząd obiecał, że wypłaci każdej rodzinie ofiary zamachów po 112 tys. rubli.